# Міжнародний український культурний центр
Міжнародний український культурний центр (фін. Ukrainan kansainvälinen kulttuurikeskus) було засновано у січні 1998 року у фінському місті Тампере. З жовтня 2006 по сьогоднішній день – працює в місті Хямеенкюрьо (Hämeenkyrö), провінція Пірканмаа (Pirkanmaa), Фінляндія (Suomi). 
Центр було засновано з метою популяризації культурних надбань українського народу, ознайомлення фінської громадськості з традиціями, історією, культурою й мистецтвом України. 
Засновником та директором Міжнародного українського культурного центру є Андрій Корбан. 

#### Діяльність центру
- Організація гастрольних турів українських творчих колективів у Фінляндії; 
- забезпечення участі українських творчих колективів у міжнародних фестивалях, які проходять у Фінляндії; 
- проведення Днів української культури в різних містах Фінляндії; 
- організація та проведення виставок; 
- організація семінарів, конференцій та стажувань у Фінляндії працівників культури України; 
- проведення лекції в школах та гімназіях Фінляндії з найважливіших дат і подій в історії й культурі України; 
- співпраця із Посольством України в Фінляндській Республіці та Товариством українців у Фінляндії; 
- благодійна та волонтерська діяльність. 